# Emoia trossula
Emoia trossula är en ödleart som beskrevs av  Brown och GIBBONS 1986. Emoia trossula ingår i släktet Emoia och familjen skinkar. Inga underarter finns listade i Catalogue of Life.